# Ferruccio Anitori
Ferruccio Anitori (San Ginesio, 12 aprile 1886 – dopo il 2 agosto 1943) è stato un militare e politico italiano.

## Biografia
Ferruccio Anitori nacque a San Ginesio il 12 aprile 1886. Combattente durante la prima guerra mondiale, nel 1918 con la 15º compagnia pose piede sulla postazione dominante q.212. La sua azione fu considerata bellissima per slancio, ardimento ed accurata organizzazione. Conclusi gli attacchi, vari elogi arrivarono ai granatieri di Sardegna da comandanti Supremi. Ritornato nel suo paese natale, lavorò come agricoltore, avvicinandosi all'ideologia fascista, per poi iscriversi al PNF il 15 ottobre 1922.